# We Can’t Dance
We Can’t Dance – album studyjny zespołu Genesis wydany w 1991 roku.
Określono go jako reprezentującego m.in. gatunki rock, rock progresywny, pop-rock, Art pop i pop progresywny.

## Lista utworów
| 1.  | No Son of Mine (lyrics: Phil Collins)              | 6:39    |
|     |                                                    |         |
| 2.  | Jesus He Knows Me (lyrics: Phil Collins)           | 4:16    |
|     |                                                    |         |
| 3.  | Driving The Last Spike (lyrics: Phil Collins)      | 10:08   |
|     |                                                    |         |
| 4.  | I Can’t Dance (lyrics: Phil Collins)               | 4:01    |
|     |                                                    |         |
| 5.  | Never a Time (lyrics: Mike Rutherford)             | 3:50    |
|     |                                                    |         |
| 6.  | Dreaming While You Sleep (lyrics: Mike Rutherford) | 7:16    |
|     |                                                    |         |
| 7.  | Tell Me Why (lyrics: Phil Collins)                 | 4:58    |
|     |                                                    |         |
| 8.  | Living Forever (lyrics: Tony Banks)                | 5:41    |
|     |                                                    |         |
| 9.  | Hold on My Heart (lyrics: Phil Collins)            | 4:38    |
|     |                                                    |         |
| 10. | Way of the World (lyrics: Mike Rutherford)         | 5:38    |
|     |                                                    |         |
| 11. | Since I Lost You (lyrics: Phil Collins)            | 4:09    |
|     |                                                    |         |
| 12. | Fading Lights (lyrics: Tony Banks)                 | 10:16   |
|     |                                                    |         |
|     |                                                    | 1:11:30 |
|     |                                                    |         |

## Twórcy
- Tony Banks – instrumenty klawiszowe
- Phil Collins – śpiew, perkusja, instrumenty perkusyjne
- Mike Rutherford – gitara basowa, gitara